# إرغات
إرغات (الاسم العلمي Ergates)، جنس حشرات من فصيلة القرنبيات.